# Prairie View (Texas)
Prairie View é uma cidade localizada no estado norte-americano de Texas, no Condado de Waller.

## Demografia
Segundo o censo norte-americano de 2000, a sua população era de 4410 habitantes.
Em 2006, foi estimada uma população de 4652, um aumento de 242 (5.5%).

## Geografia
De acordo com o United States Census Bureau tem uma área de
18,7 km², dos quais 18,7 km² cobertos por terra e 0,0 km² cobertos por água.

## Localidades na vizinhança
O diagrama seguinte representa as localidades num raio de 28 km ao redor de Prairie View.